# Associatie van groot platmos
De associatie van groot platmos (Plagiothecietum nemoralis) is een associatie uit het pluisjesmos-verbond (Dicranellion heteromallae). 

## Naamgeving en codering
| Plagiothecietum neglecti Ricek 1968                    |
| Plagiothecietum nemorali Scholz ex Von Hübschmann 1986 |

- Syntaxoncode voor Nederland (rVvN): r60Aa04

De wetenschappelijke naam Plagiothecietum nemoralis is afgeleid van de botanische naam van groot platmos (Plagiothecium nemorale), die als kensoort voor de associatie geldt. 

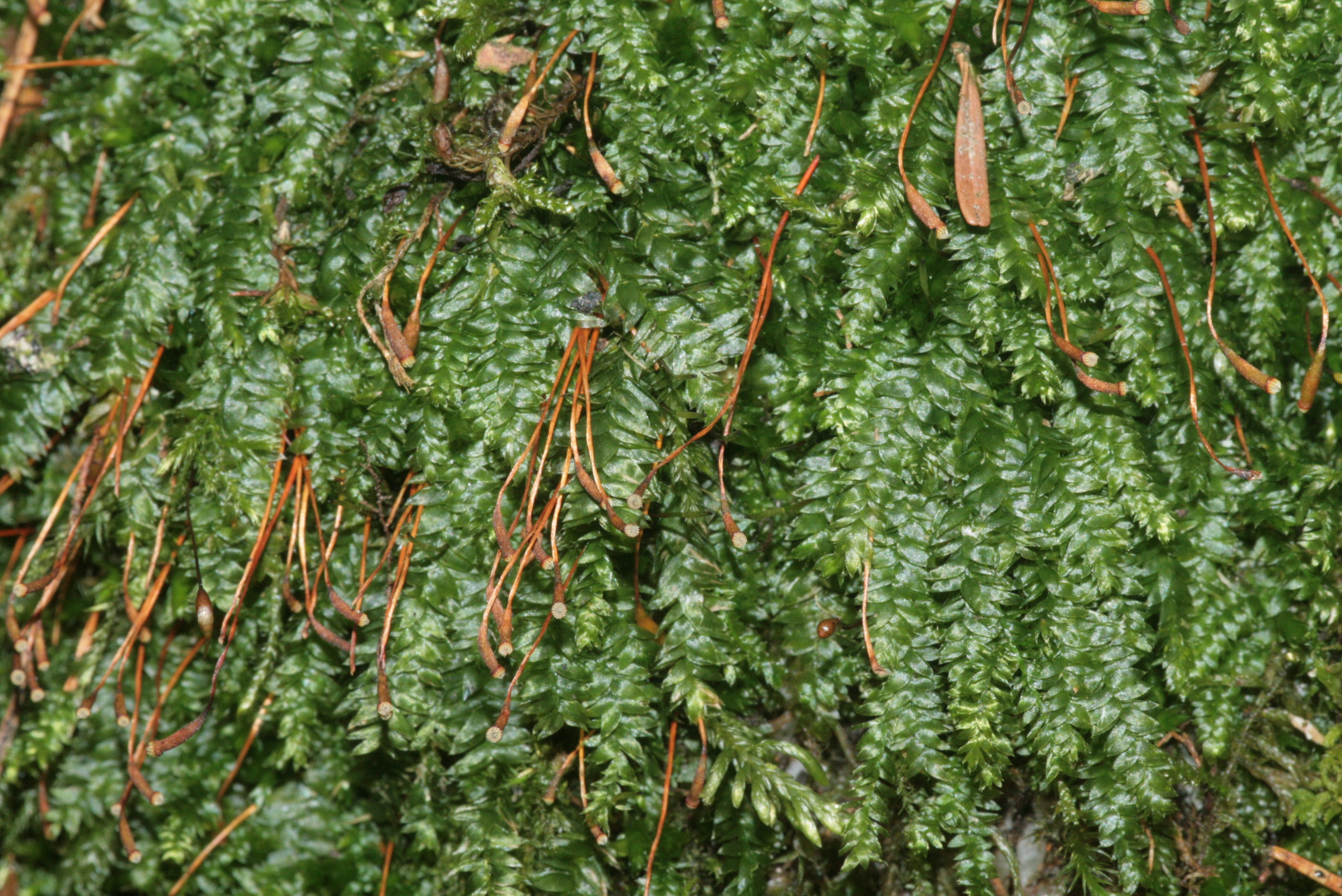
Fertiele exemplaren van groot platmos.

## Fysiognomie
Fysiognomisch is de associatie van groot platmos op basis van het vegetatieaspect niet altijd makkelijk te onderscheiden van andere gemeenschappen uit de pluisjesmos-klasse. De vegetatiestructuur wordt gevormd door een dominante moslaag waarin matten- en zodenvormende bladmossen sterk op de voorgrond treden. Korstmossen spelen een bescheiden rol en de vegetatie; het zijn alleen poederkorsten die vertegenwoordigd zijn.
Doorgaans treedt de associatie van groot platmos als lintvormig vegetatietype op.

## Ecologie
De associatie van groot platmos ontwikkelt zich hoofdzakelijk langs holle wegen en op greppel- en steilkanten met een kalkarm substraat. Qua pH van het substraat is de associatie niet veeleisend. In het bijzonder komt de associatie vaak voor in bosgebieden op löss. De associatie heeft een relatief hoge schaduwtolerantie.

## Vegetatiezonering
In de vegetatiezonering komt de associatie van groot platmos voor in en bij bossen van de klasse van eiken- en beukenbossen op voedselarme grond en de klasse van eiken- en beukenbossen op voedselrijke grond. In de eerstgenoemde klasse kan de associatie soms contactgemeenschappen vormen met vegetatie uit de klasse van gladde witbol en havikskruiden.

## Verspreiding
Het volledige verspreidingsgebied van de associatie van groot platmos op Aarde is niet bekend. In Nederland is de associatie matig algemeen. De zwaartepunten liggen alhier in Zuid-Limburg, het Brabantse beekdallandschap, het Rijk van Nijmegen, de Achterhoek en Twente.

## Diagnostische taxa
In de onderstaande synoptische tabel staan de belangrijkste diagnostische taxa van de associatie van groot platmos voor Nederland en Vlaanderen.
Moslaag
| Kentaxon | Diff.soort | Abundantie | Triviale naam      | Botanische naam           | Opmerking |
| -------- | ---------- | ---------- | ------------------ | ------------------------- | --------- |
| kA       |            |            | groot platmos      | Plagiothecium nemorale    |           |
| kA       |            |            | lössplatmos        | Plagiothecium cavifolium  |           |
| kA       |            |            | gezoomd vedermos   | Fissidens bryoides        |           |
| kV       |            |            | gewoon pronkmos    | Pseudotaxiphyllum elegans |           |
| kK       |            |            | gewoon pluisjesmos | Dicranella heteromalla    |           |
| bg       |            |            | groot rimpelmos    | Atrichum undulatum        |           |
| bg       |            |            | gewoon sterrenmos  | Mnium hornum              |           |

## Fotogalerij

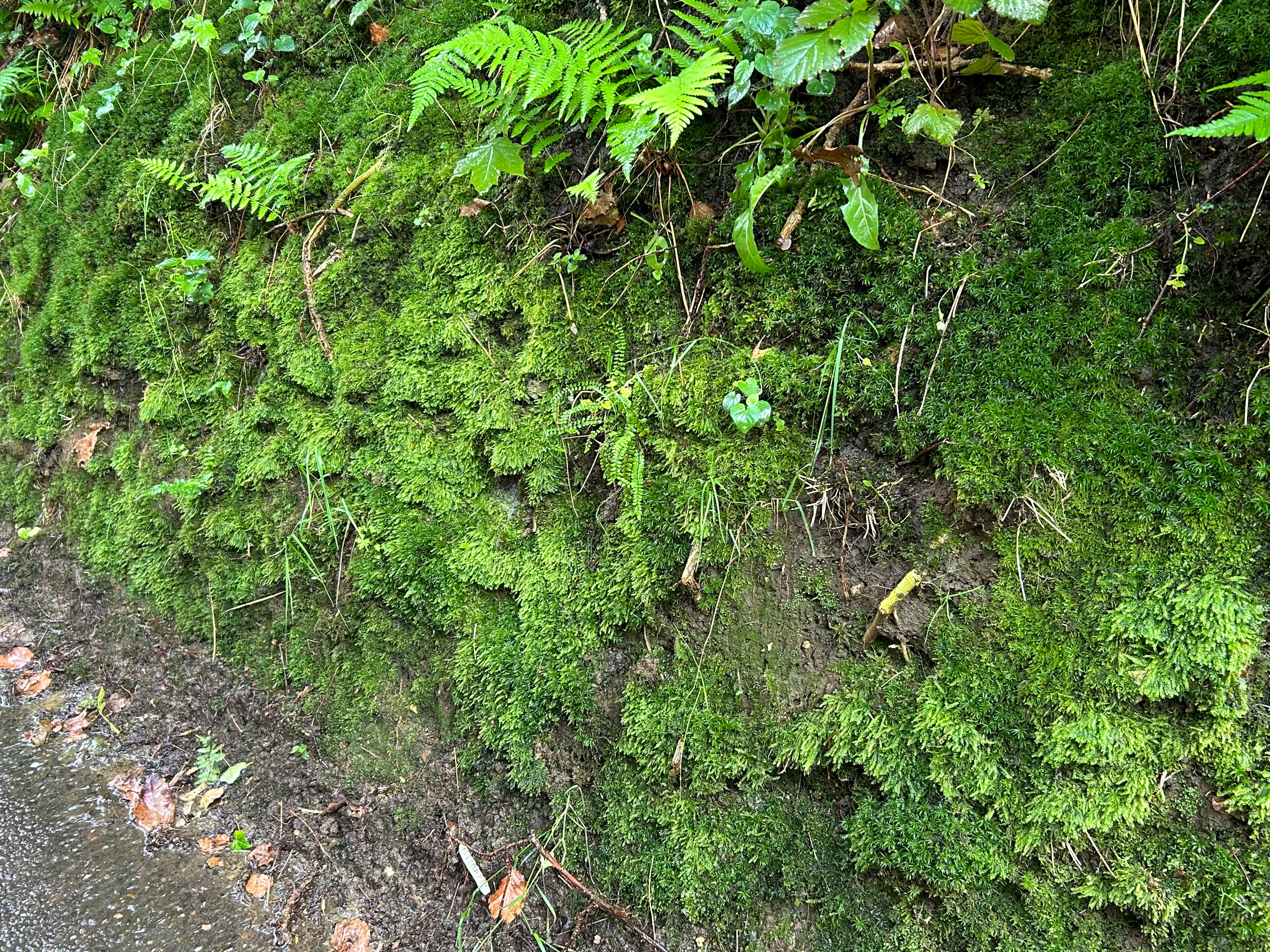
Bijna gesloten vorm van de associatie waarin zich kleine varens hebben gevestigd.
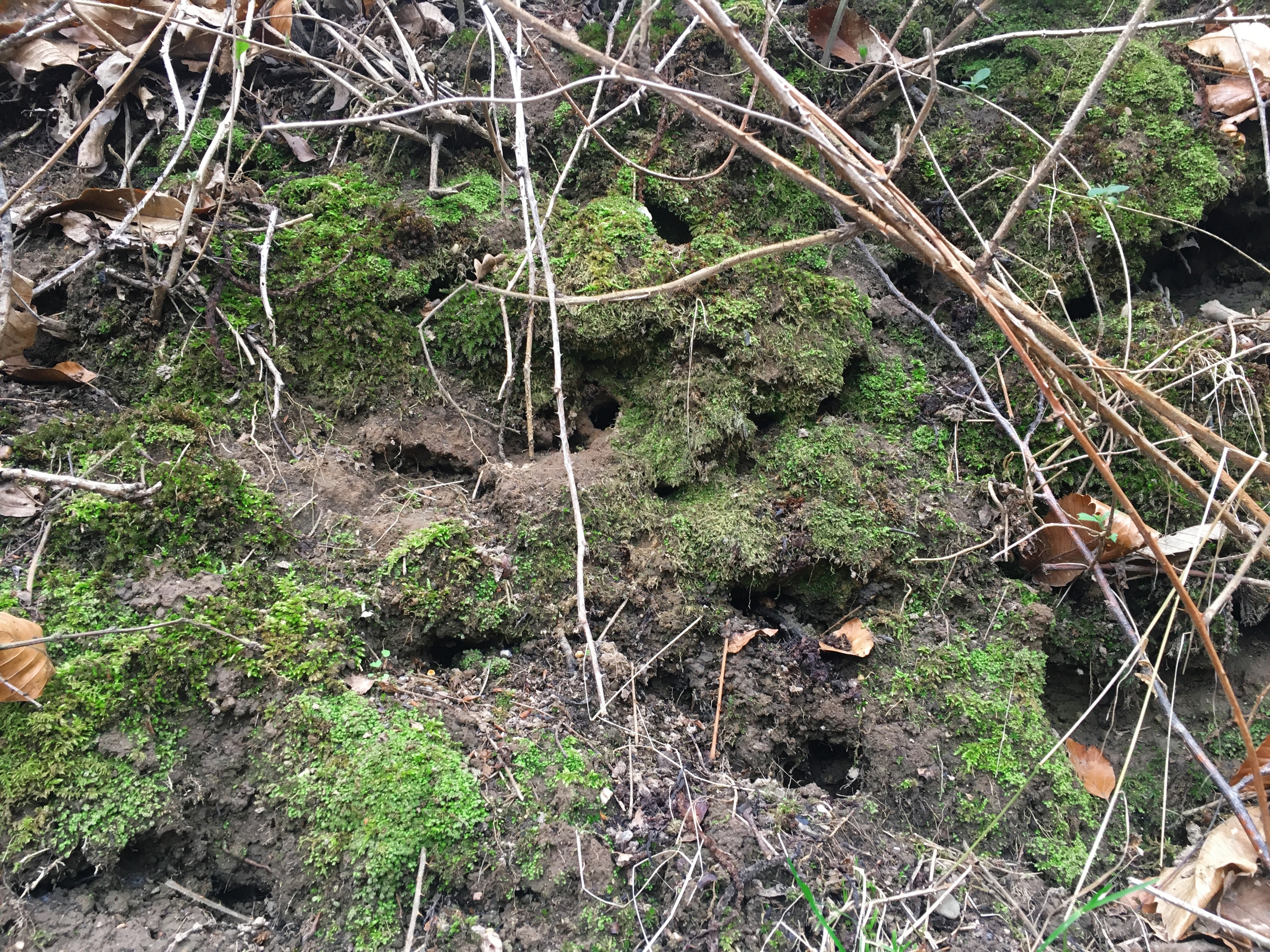
Open pionierfase met veel gezoomd vedermos en veel graafactiviteit van muizen.